# Mesnadero

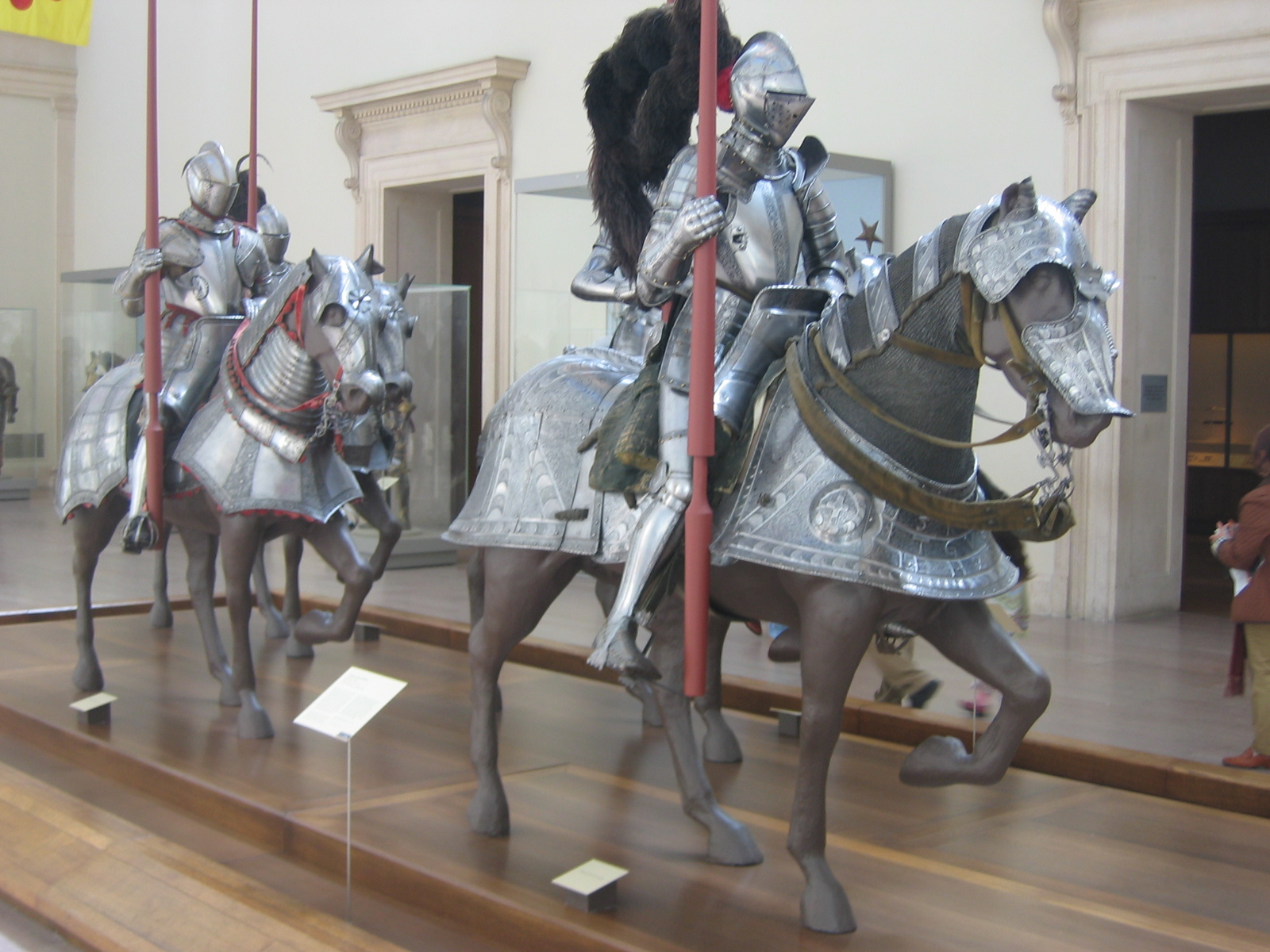
Caballeros totalmente armados o mesnaderos.

Mesnadero es aquel que servía en la mesnada,  «caballeros a quienes los reyes concedían cierta renta con la obligación de servirle con armas y caballos por tiempo limitado cuando fuere necesario.»
Mesnada era el nombre de esta tropa o armada ecuestre y Mesnadero, el que integraba o gobernaba esta Compañía. Lat. Phalangis praefectus (la falange del prefecto).

## Etimologías
Según algunos viene de Mesnada, que significaría casa, porque era tropa de la Casa Real.[cita requerida]
Pero mesnada, según Larr. sería voz vascongada, él dice que prueba la voz Amesnador, que era el que guardaba el sueño al Rey. ‘’Am’’ (de amar, amor, amigo) del lat. ‘’amo’’(amar), tal vez, del gr. ‘’ama eoo’’ (estar identificada una persona con otra), de la misma raíz que ‘’amphia’’ (cerca) y de ‘’amphoo’’ (dos juntos). «Ama, Amo», en concepto de jefe y dueño o de nodriza, del ibero céltico  «am» (jefe).[cita requerida]
Mesnadero, el que gobernaba esta Compañía. Lat. Phalangis praefectus. En vasco: Mesnadaria.[cita requerida]

## Historia
En ocasiones, se daban mesnadas a los extranjeros. En Asturias, a los soldados de mesnada les llamaron también continuos.[cita requerida]

### Reinos de Aragón y Navarra
Mesnaderos, la nobleza antigua de Aragón, componía un cuerpo de tropas ecuestres con este nombre. 
Las mesnadas fueron sustitutivas a los milites, como los milites a las caberias aunque con algunas variaciones. Parece que también daban mesnadas los grandes señores del reino, infiérese de lo relativo a los milites, cuando Lupo Eximino señor de Agón decía que: 

...era tan noble que no debía recibir mesnaderia de otro que del rey. (...)

En 1280 Martin González de Peñalén, Pere Íñiguiz de Peñalén, Juan Sánchez y Lop Sánchez decían haber recibido, de los recibidores de las rentas reales, 20 libras de sanchetes cada uno por sus mesnadas del año anterior. D. Guillen Arnal recibía 60 libras de torneses negros por su mesnada y Gil Periz de Barieillas 50 libras por lo mismo.

### Reino de Navarra
En Navarra, los mesnaderos se llamaron después remisionados porque estaban exentos de pagar cuarteles. 
En 1340 decía el rey Felipe III de Navarra que a ruegos de hombres buenos, había hecho ciertos mesnaderos en el reino, de los cuales, unos no mantenían ni estaban provistos de caballos ni armas y otros vivían fuera del reino, de manera que cuando eran necesarios no se podía aprovechar de ellos, por lo cual mandó que en adelante no recibiese gages ningún mesnadero que viviese fuera del reino.
En 1346 se contaban en las merindades de Pamplona, Estella, Tudela, Sangüesa y Ultrapuertos (no existía entonces la merindad de Olite) sobre 170 mesnaderos.
En 1350 dio el rey dos mesnadas de a 20 libras a Michelco de Garro. También se daban mesnadas a los extranjeros, en dicho año D. Miguel Pérez de Zapata, caballero aragonés y consejero del rey de Aragón, recibía del de Navarra quince caballerías o mesnadas. 
En 1351 el rey Carlos II de Navarra donando a Ochoa de Urtubia la casa de Yaben le imponía la condición de servirle, a sus propias expensas, con un hombre de armas a caballo bien armado, según mesnadero es, a saber 40 días una vez al año, ya juntos o ya separados. En el mismo año concedió el rey 40 libras anuales de mesnada a Martín Ferrández de Medrano, con la condición de que estuviese siempre aparejado de caballo y armas con un compaynon (compañero), como a mesnadero pertescia.
- Las 40 libras eran una mesnada doble o dos mesnadas, por cuya razón exigía dos guerreros, pues en el mismo año hizo el rey sus mesnaderos a Arnal de Ceylla y Martin de Agramont con 20 libras cada uno, estando siempre aparejados de armas y caballos como mesnaderos.

En dicho año de 1351 dio el rey a Bartolomé Baldohin, vecino de Estella, un majuelo junto al puente de Lizarra por toda su vida, con la condición, entre otras, de servirle con un hombre de a caballo bien armado, según mesnadero pertenecía cada año por espacio de 40 días.
En 1355 concedió el rey mesnadas de a 20 libras, durante su voluntad, a Arnal de Agramont, Juan de Guerez, Pedro Sanchiz de Cascante y García Arnal de Brunce.
En 1355 también se daban mesnadas a los musulmanes. El infante D. Luis, gobernador de Navarra, asignó diez cahices de trigo y otros diez de cebada al año, a Cajz Alpelni, alfaque moro de Tudela, para que estuviese presto y aparejado con armas y caballo para servicio del rey, como a mesnadero pertenecía.
- Los mesnaderos «no podían ser al mismo tiempo alcaides de castillos». El rey Carlos III de Navarra, al tiempo de su coronación, retuvo por mesnaderos a muchos nobles y además les concedió que no pagasen «cuarteles», «ayuda» ni «hechas» (contribuciones) capitales.

En 1411 las Cortes acordaron en Estella que se diesen al rey dos cuarteles, cada uno de tres años, para:

aparejar e sostener 500 homes que debian ser elegidos et proveidos de mesnadas por ser continuament priestos, et apareillados, para la defensa et goarda de todo nuestro regno et súbditos.

En 1412 el mismo rey dio muchas mesnadas a 30 libras al año cada una. Los mesneros debían estar siempre dispuestos con armas y caballos y hacer la muestra (revista) ante el mariscal, una vez al año cuando les fuere mandado.
Los mesnaderos se llamaron después remisionados porque estaban exentos de pagar cuarteles.
En 1568 el virrey y la cámara de Comptos mandaron a los remisionados de cuarteles que debían tener armas y caballo después del último alarde o revista y que en lo sucesivo se presentasen en los alardes armados con:

celadis, borgoñonas, golas, peto y capuldar, escarcelas que lleguen hasta la rodilla, vara sin quijote o escarcelas hasta medio muslo y quijotes, guardabrazos, brazaletes, guanteletes, ristre, espada sin guarda desde la cruz al pomo, que pueda servir con manopla, puñal, daga, lanza de armas con su hierro y gocete de cuero o hierro y conforme a esto el caballo.

y que de lo contrario no se admitiría la exención de cuarteles.
Había hombres liges o feudos ligios, que servían en la guerra a dos distintos soberanos.